# Глорія Монтенегро
Глорія дель Кармен Монтенегро Ріцардіні — ботанік, біологиня і науковиця, професорка ботаніки в Папському Католицькому університеті Чилі.

## Кар'єра
Монтенегро працює в цьому університеті з 1964 року та зробила значний внесок у дослідження місцевої флори, зокрема рослин, які приваблюють бджіл. Вона провела новаторські дослідження з ідентифікації меду з різними рослинами в різних регіонах Чилі, співпрацюючи з пасічниками та фермерами. Вона розробила критерії автентифікації меду та показала, що мед певних рослин має антимікробні властивості та може використовуватися для боротьби з рослинними патогенами.
Її дослідження екосистем застосовуються в програмах екологічного відновлення в Чилі.
Монтенегро працює в кількох міжнародних наукових установах:
- 1965–1969 — Морська біологічна лабораторія у Вудс-Гоулі (США), де розвивала навички гістологічних методів.
- 1970–1974 — Дослідження ультраструктури рослин і молекулярної біології, включаючи роботу в Університеті Х'юстона, Техас.[7]

## Нагороди
У 1998 році Монтенегро отримала міжнародну премію L'Oréal-ЮНЕСКО для жінок у науці (регіон Латинської Америки та Карибського басейну) за внесок у збереження рослинних екосистем за допомогою сучасних наукових методів.

## Публікації
:Монтенегро є авторкою або співавторкою понад 240 наукових статей, а також книг, розділів книг і патентів. Серед її важливих робіт:
- Паула Нуньєс-Пісарро, Глорія Монтенегро, Габріель Нуньєс, Марсело Е. Андіа, Крістіан Еспіноза-Бустос, Адріано Коста де Камарго, ХуанЕстебан Оярзун і Ракель Бріді (2024) Порівняльне дослідження вмісту фенолів, антиоксидантної та гепатопротекторної активності одноквіткового дерева перламутру (Quillaja) saponaria Molina) і багатоквітковий мед з Чилі. Рослини 13 (22) 3187.

- Байрон Жоркера та 9 інших авторів, включаючи Глорію Монтенегро. (2023) Фенольні сполуки з чилійського бджолиного хліба виявляють антиоксидантні та антибактеріальні властивості: перше проспективне дослідження. Хімія та біорізноманіття 20 (10) e202301015.

- Ракель Бріді, Еліас Атала, Паула Нуньєс Пісарро та Глорія Монтенегро (2019) Навантаження пилком медоносних бджіл: фенольний склад, антимікробна активність і антиоксидантна здатність. Journal of Natural Products 83 (3) стор. 559—565.

- Susanne Valcic, Gloria Montenegro and Barbara N. Timmermann (1998) Lignans from Chilean Propolis. Journal of Natural Products 61 (6) pp 771—775.

- James D Mauseth, Gloria Montenegro and Alan M Walckowiak (1985) Зараження господаря та утворення квітки паразитом Tristerix aphyllus (Loranthaceae). Canadian Journal of Botany 63 (3) pp 567—581.